# Collegio elettorale di Cerignola (Camera dei deputati)
Il collegio di Cerignola fu un collegio elettorale uninominale della Repubblica Italiana per l'elezione della Camera dei deputati. Apparteneva alla circoscrizione Puglia e fu utilizzato per eleggere un deputato nella XII, XIII e XIV legislatura.
Venne istituito nel 1993 con la cosiddetta Legge Mattarella (Legge n. 277, Nuove norme per l'elezione della Camera dei deputati), attuata in seguito al referendum abrogativo del 1993. La legge istituì per la Camera dei deputati e per il Senato della Repubblica un sistema di elezione misto, in parte maggioritario e in parte proporzionale. Il 75% dei parlamentari dell'assemblea veniva eletto in collegi uninominali tramite sistema maggioritario a turno unico; il restante 25% alla Camera veniva eletto tramite sistema proporzionale con liste bloccate.
Il collegio venne abolito insieme a tutti gli altri che costituivano la Camera con la promulgazione della legge elettorale successiva, la cosiddetta Legge Calderoli. Questa prevedeva un sistema proporzionale con premio di maggioranza, che alla Camera veniva attribuito a livello nazionale.

## Territorio
Il collegio di Cerignola era uno dei 34 collegi uninominali in cui era suddivisa la Puglia e, come previsto dal D.Lgs. del 20 dicembre 1993 n. 536, era interamente compreso nella provincia di Foggia e comprendeva i seguenti comuni: Accadia, Anzano di Puglia, Ascoli Satriano, Candela, Carapelle, Castelluccio dei Sauri, Cerignola, Deliceto, Monteleone di Puglia, Ordona, Orta Nova, Rocchetta Sant'Antonio, Sant'Agata di Puglia, Stornara e Stornarella.

## Eletti
| Elezione | Elezione | Deputato         | Partito      |
| -------- | -------- | ---------------- | ------------ |
|          | 1994     | Francesco Bonito | Progressisti |
|          | 1996     | Francesco Bonito | L'Ulivo (DS) |
| 2001     |          | Francesco Bonito | L'Ulivo (DS) |

## Dati elettorali

### XII legislatura

#### Risultati proporzionale
| Coalizioni        | Coalizioni                | Liste                                 | Liste                              | Voti   | %     |
| ----------------- | ------------------------- | ------------------------------------- | ---------------------------------- | ------ | ----- |
|                   | Progressisti              |                                       | Partito Democratico della Sinistra | 18.411 | 28,19 |
|                   | Progressisti              | Rifondazione Comunista                | 6.151                              | 9,42   |       |
|                   | Progressisti              | Partito Socialista Italiano           | 1.978                              | 3,03   |       |
|                   | Progressisti              | Federazione dei Verdi                 | 708                                | 1,08   |       |
|                   | Progressisti              | Alleanza Democratica                  | 574                                | 0,88   |       |
|                   | Progressisti              | Movimento per la Democrazia - La Rete | 393                                | 0,60   |       |
| Totale coalizione | Totale coalizione         | 28.215                                | 43,20                              |        |       |
|                   | Polo del Buon Governo     |                                       | Alleanza Nazionale                 | 19.548 | 29,93 |
|                   | Patto per l'Italia        |                                       | Partito Popolare Italiano          | 8.138  | 12,46 |
|                   | Patto per l'Italia        | Patto Segni                           | 2.997                              | 4,59   |       |
| Totale coalizione | Totale coalizione         | 11.135                                | 17,05                              |        |       |
|                   | Programma Italia          | Programma Italia                      | Programma Italia                   | 1.834  | 2,81  |
|                   | Socialdemocrazia          | Socialdemocrazia                      | Socialdemocrazia                   | 1.621  | 2,48  |
|                   | Lista Pannella            | Lista Pannella                        | Lista Pannella                     | 1.477  | 2,26  |
|                   | Solidarietà e Progresso   | Solidarietà e Progresso               | Solidarietà e Progresso            | 577    | 0,88  |
|                   | Alleanza Popolare         | Alleanza Popolare                     | Alleanza Popolare                  | 348    | 0,53  |
|                   | Lega d'Azione Meridionale | Lega d'Azione Meridionale             | Lega d'Azione Meridionale          | 200    | 0,31  |
|                   | Utopia                    | Utopia                                | Utopia                             | 85     | 0,13  |
|                   | Democrazia e Solidarietà  | Democrazia e Solidarietà              | Democrazia e Solidarietà           | 84     | 0,13  |
|                   | Unione Popolare           | Unione Popolare                       | Unione Popolare                    | 81     | 0,12  |
|                   | Alleanza di Programma     | Alleanza di Programma                 | Alleanza di Programma              | 61     | 0,09  |
|                   | Rinascita Salentina       | Rinascita Salentina                   | Rinascita Salentina                | 39     | 0,06  |
| Totale            | Totale                    | Totale                                | Totale                             | 65.305 |       |

#### Risultati uninominale
|                               | Francesco Bonito ✔️ Eletto | Progressisti                                      | 26 301 | 40,29 |  |  |  |  |  |
|                               | Domenico Farina            | Polo del Buon Governo (FI - AN - CCD - UDC - PLD) | 25 003 | 38,30 |  |  |  |  |  |
|                               | Michele Pastore            | Patto per l'Italia                                | 8 575  | 13,14 |  |  |  |  |  |
|                               | Gerardo Cialdella          | Solidarietà e Progresso                           | 2 764  | 4,23  |  |  |  |  |  |
|                               | Gerardo Basilico           | Socialdemocrazia per le Libertà                   | 2 634  | 4,04  |  |  |  |  |  |
| Totale                        | Totale                     | Totale                                            | 65 277 | 100   |  |  |  |  |  |
|                               |                            |                                                   |        |       |  |  |  |  |  |
| Fonte: Ministero dell'interno |                            |                                                   |        |       |  |  |  |  |  |

### XIII legislatura

#### Risultati proporzionale
| Coalizioni        | Coalizioni                         | Liste                                     | Liste                              | Voti   | %     |
| ----------------- | ---------------------------------- | ----------------------------------------- | ---------------------------------- | ------ | ----- |
|                   | Polo per le Libertà                |                                           | Alleanza Nazionale                 | 13.103 | 20,46 |
|                   | Polo per le Libertà                | Forza Italia                              | 11.467                             | 17,91  |       |
|                   | Polo per le Libertà                | CCD-CDU                                   | 4.312                              | 6,73   |       |
| Totale coalizione | Totale coalizione                  | 28.882                                    | 45,10                              |        |       |
|                   | L'Ulivo                            |                                           | Partito Democratico della Sinistra | 19.026 | 29,72 |
|                   | L'Ulivo                            | Popolari per Prodi (PPI-SVP-PRI-UD-Prodi) | 3.256                              | 5,09   |       |
|                   | L'Ulivo                            | Rinnovamento Italiano                     | 2.911                              | 3,87   |       |
|                   | L'Ulivo                            | Federazione dei Verdi                     | 537                                | 0,84   |       |
| Totale coalizione | Totale coalizione                  | 25.730                                    | 39,52                              |        |       |
|                   | Progressisti                       |                                           | Rifondazione Comunista             | 6.285  | 9,82  |
|                   | Movimento Sociale Fiamma Tricolore | Movimento Sociale Fiamma Tricolore        | Movimento Sociale Fiamma Tricolore | 885    | 1,38  |
|                   | Partito Socialista                 | Partito Socialista                        | Partito Socialista                 | 821    | 1,28  |
|                   | Gruppo Indipendente Libertà        | Gruppo Indipendente Libertà               | Gruppo Indipendente Libertà        | 717    | 1,12  |
|                   | Lista Pannella - Sgarbi            | Lista Pannella - Sgarbi                   | Lista Pannella - Sgarbi            | 542    | 0,85  |
|                   | Mani Pulite                        | Mani Pulite                               | Mani Pulite                        | 253    | 0,40  |
|                   | Ambientalisti                      | Ambientalisti                             | Ambientalisti                      | 145    | 0,23  |
|                   | Lega d'Azione Meridionale          | Lega d'Azione Meridionale                 | Lega d'Azione Meridionale          | 102    | 0,16  |
| Totale            | Totale                             | Totale                                    | Totale                             | 64.028 |       |

#### Risultati uninominale
|                               | Francesco Bonito ✔️ Eletto | L'Ulivo             | 34 475 | 54,10 |  |  |  |  |  |
|                               | Giuseppe Moscarella        | Polo per le Libertà | 27 787 | 43,61 |  |  |  |  |  |
|                               | Lucio Giuliani             | Mani Pulite         | 1 462  | 2,29  |  |  |  |  |  |
| Totale                        | Totale                     | Totale              | 63 724 | 100   |  |  |  |  |  |
|                               |                            |                     |        |       |  |  |  |  |  |
| Fonte: Ministero dell'interno |                            |                     |        |       |  |  |  |  |  |

### XIV legislatura

#### Risultati proporzionale
| Coalizioni        | Coalizioni                | Liste                                 | Liste                     | Voti   | %     |
| ----------------- | ------------------------- | ------------------------------------- | ------------------------- | ------ | ----- |
|                   | Casa delle Libertà        |                                       | Forza Italia              | 14.741 | 22,07 |
|                   | Casa delle Libertà        | Alleanza Nazionale                    | 13.791                    | 20,65  |       |
|                   | Casa delle Libertà        | CCD-CDU                               | 1.405                     | 2,10   |       |
|                   | Casa delle Libertà        | Nuovo PSI                             | 806                       | 1,21   |       |
| Totale coalizione | Totale coalizione         | 30.743                                | 46,03                     |        |       |
|                   | L'Ulivo                   |                                       | Democratici di Sinistra   | 13.368 | 20,02 |
|                   | L'Ulivo                   | La Margherita (Dem - PPI - RI- UDEUR) | 8.918                     | 13,35  |       |
|                   | L'Ulivo                   | Il Girasole (FdV - SDI)               | 1.022                     | 1,53   |       |
|                   | L'Ulivo                   | Comunisti Italiani                    | 1.010                     | 1,51   |       |
| Totale coalizione | Totale coalizione         | 24.318                                | 36,41                     |        |       |
|                   | Rifondazione Comunista    | Rifondazione Comunista                | Rifondazione Comunista    | 5.154  | 7,72  |
|                   | Lista Di Pietro           | Lista Di Pietro                       | Lista Di Pietro           | 2.937  | 4,40  |
|                   | Democrazia Europea        | Democrazia Europea                    | Democrazia Europea        | 1.513  | 2,27  |
|                   | Fiamma Tricolore          | Fiamma Tricolore                      | Fiamma Tricolore          | 995    | 1,49  |
|                   | Lista Pannella - Bonino   | Lista Pannella - Bonino               | Lista Pannella - Bonino   | 950    | 1,42  |
|                   | Lega d'Azione Meridionale | Lega d'Azione Meridionale             | Lega d'Azione Meridionale | 114    | 0,17  |
|                   | Paese Nuovo               | Paese Nuovo                           | Paese Nuovo               | 50     | 0,07  |
|                   | Abolizione scorporo       | Abolizione scorporo                   | Abolizione scorporo       | 15     | 0,02  |
| Totale            | Totale                    | Totale                                | Totale                    | 66.789 |       |

#### Risultati uninominale
|                               | Francesco Bonito ✔️ Eletto | L'Ulivo            | 30 928 | 45,99 |  |  |  |  |  |
|                               | Salvatore Tatarella        | Casa delle Libertà | 30 269 | 45,01 |  |  |  |  |  |
|                               | Pasquale Monopoli          | Democrazia Europea | 1 982  | 2,95  |  |  |  |  |  |
|                               | Luigi Zelano               | Lista Di Pietro    | 1 979  | 2,94  |  |  |  |  |  |
|                               | Mauro Sportelli            | Fiamma Tricolore   | 1 170  | 1,74  |  |  |  |  |  |
|                               | Filippo Longo              | Lista Emma Bonino  | 923    | 1,37  |  |  |  |  |  |
| Totale                        | Totale                     | Totale             | 67 251 | 100   |  |  |  |  |  |
|                               |                            |                    |        |       |  |  |  |  |  |
| Fonte: Ministero dell'interno |                            |                    |        |       |  |  |  |  |  |